# Penggaron Lor
Penggaron Lor is een bestuurslaag in het regentschap Semarang van de provincie Midden-Java, Indonesië. Penggaron Lor telt 4612 inwoners (volkstelling 2010).